# Lajinha
Lajinha é um município brasileiro do estado de Minas Gerais. De acordo com o censo do IBGE de 2022, sua população estimada é de 20.835 habitantes. A cidade destaca-se pela produção de café, a visão da Pedra Torta e por integrar o circuito ecoturistico do Caparaó.

## História
Teve como núcleo inicial a antiga fazenda São Domingos, de propriedade de Francisco Tomás de Aquino Leite Ribeiro - o Comendador Leite.
Em 1882, o fazendeiro deu início ao patrimônio que, legado aos descendentes, veio mais tarde a formar a cidade de Lajinha. Após a morte do comendador e em decorrência da abolição da escravatura, a fazenda esteve em estado de abandono. Nos primeiros anos deste século, restava apenas uma cultura de café sem tratos.
Segundo a tradição, foi Francisco Mateus Laranja quem dirigiu os trabalhos de derrubada da mata onde viria a crescer o povoado. Em 1910, o desbravador, junto com José Lucas de Barros, recebeu de Antônio Pedro Garcia, genro do Comendador Leite, um alqueire de terra onde foi erguida uma capela em honra a Nossa Senhora de Nazaré.
Em 1916, a sede do distrito de Santana do José Pedro - atual município de São José do Mantimento, conforme lei Estadual N. 556, de 30 de agosto de 1911 - foi transferida para a povoação do Lajinha do Chalé. A redução do nome para Lajinha deu-se em 1929. Passou `a município em 1938, desmembrando-se de Ipanema, com parte de território do Município de Mutum.

## Curiosidade
O Município de Lajinha possui três datas comemorativas. A emancipação política do município se deu em 17 de dezembro de 1938. Para as comemorações da emancipação, foi nomeada uma comissão responsável para organizar os festejos. A comissão, por sua vez, publicou um panfleto convidando a população para a festa de emancipação da cidade que se realizaria no dia 1º de janeiro de 1939. Passado algum tempo foi criado e oficializado o Brasão de armas do Município e nele foi grafada a data de 1º de janeiro de 1939, data da festa, quando na realidade deveria ter sido 17 de dezembro de 1938, data da emancipação. Para a próxima festa da cidade, os organizadores contaram com o imprevisto das chuvas que aconteceram na região no período de dezembro a maio do ano seguinte, e então somente conseguiram realizar as festividades no mês de junho, no dia 22. Desde então os lajinhenses têm conhecimento de que o aniversário de Lajinha é 22 de junho. Em razão desse fato, a geração atual desconhece a data real do aniversário da cidade que é 17 de dezembro de 1938.

## Geografia
Localizada na altitude média de 500 m, está inserida na região geomorfológica da Serra do Caparaó. O centro do município, em linha reta, dista 35 km do Pico da Bandeira, terceira montanha mais alta do Brasil. A vegetação original é a floresta pluvial atlântica.
Sua população estimada em 2022 foi de 20.835 habitantes.

## Economia
A economia da cidade é baseada na agricultura (cultivo de café) e no comércio. A exposição agrícola municipal é uma festa tradicional da cidade.

### Turismo
A cidade conta com diversas fortalezas rochosas como cercanias naturais que podem ser exploradas como turismo ecológico e radical. Do centro da cidade vê-se o Santuário Nossa Senhora da Conceição Aparecida situado no ápice da "Pedra da Baleia" numa altitude média de 680m. A cidade vem cumprindo anualmente para a melhoria da acessibilidade dos fiéis e a Igreja com a comemoração festiva e celebração de Missas principalmente no dia 12 de outubro. Os fiéis podem ir de carro, sentido Bairro Itá que dentro de 2 km haverá uma entrada à direita e mais 2,9 km de estrada ou a pé no sentido ao Bairro São Sebastião subir por 1,1 km. O marco da cidade disposto no Brasão é a "Pedra Torta" que com sua beleza pode ser vista de vários pontos da cidade na qual alcança uma altitude de aproximadamente 1.189m.